# Trachypithecus ebenus
El langur negro de Indochina (Trachypithecus ebenus) es una especie de primate catarrino de la familia Cercopithecidae que habita en Laos y en zonas adyacentes de Vietnam. Anteriormente se describió como una subespecie de Trachypithecus auratus, y posteriormente se clasificó como subespecie de Trachypithecus francoisi. Finalmente Groves, en 2001, lo elevó al rango de especie.
A excepción de su pelaje casi completamente negro, se asemeja a los demás miembros del grupo T. francoisi. En este grupo, solamente la especie Trachypithecus hatinhensis parece ser parapátrica, T. ebenus muestra lo que parecen ser signos de intergradación con T. hatinhensis, y genéticamente las dos son difícilmente diferenciables. Estos ha llevado a sugerir que puede tratarse de una variedad de color negro en el taxón, el cual a su vez podría se considerado una subespecie de T. laotum. Anteriormente se consideraba como especie con datos insuficientes en la Lista Roja de la UICN, pero en 2008 se incluyó como especie en peligro de extinción considerada como sinónimo de T. hatinhensis.